# Antoni Józef Dąmbski
Antoni Józef Dąmbski hrabia na Lubrańcu herbu Godziemba (ur. w 1706 – zm. 4 lipca 1771 w Lubrańcu) – wojewoda brzeskokujawski w latach 1734–1770, starosta inowrocławski w latach 1725–1740, starosta dybowski i niechorowski.

## Rodzina
Urodził się jako syn Wojciecha, marszałka nadwornego koronnego i Adelajdy Cecylii Radziwiłł, córki Dominika Mikołaja Radziwiłła, kanclerza wielkiego koronnego. Z małżeństwa z Anną Karoliną Lubomirską, córką Jerzego Aleksandra, wojewody sandomierskiego miał 3 dzieci: Augusta, starostę przedeckiego, dybowskiego i gostyńskiego; Jana (1730–1769), generała adiutanta dworu królewskiego; Stanisława (zm. 1809), wojewodę brzeskokujawskiego.

## Pełnione urzędy i dobra majątkowe
Od 1725 do 1740 starosta inowrocławski, rotmistrz królewski, starosta dybowski po swym bracie Zygmuncie 1738, starosta niechorowski 1758. Był stronnikiem dworu królewskiego. Dobra majątkowe Kuczkowa, sprzedał w 1741 roku Kazimierzowi Dąmbskiemu. podczaszemu koronnemu. Posiadał dobra majątkowe m.in. Glisna. Podczas sesji sejmu 17 października 1738 roku opowiadał się za powiększeniem wojska i zażądał nowej konferencji z ministrami obcych dworów. Domagał się, aby król zamieszkał w Polsce. Podpisał działanie partii patriotycznej, protestował przeciw nadużywaniu władzy przez Familię Czartoryskich. W latach (1734–1770) pełnił urząd wojewody brzeskokujawskiego
Był posłem ziemi sochaczewskiej na sejm 1730 roku. Poseł brzeskolitewski na sejm konwokacyjny 1733 roku. Był członkiem konfederacji generalnej zawiązanej 27 kwietnia 1733 roku na tym sejmie. Poseł województwa brzeskokujawskiego na sejm elekcyjny 1733 roku. Był elektorem Stanisława Leszczyńskiego w 1733 roku. W 1735 roku podpisał uchwałę Rady Generalnej konfederacji warszawskiej. W 1766 roku został wyznaczony senatorem rezydentem.
10 lipca 1737 roku podpisał we Wschowie konkordat ze Stolicą Apostolską.
Był elektorem Stanisława Augusta Poniatowskiego w 1764 roku z województwa brzeskokujawskiego.

## Odznaczenia
W 1735 roku odznaczony Orderem Orła Białego.
Wojewoda Antoni był człowiekiem pobożnym, wymownym i gościnnym zyskując uznanie w oczach szlachty kujawskiej. Godność wojewody złożył w 1770 roku. Majątek jego oszacowano na cztery miliony złotych.